# Classroom of the Elite
Classroom of the Elite (jap. ようこそ実力至上主義の教室へ Yōkoso jitsuryoku shijō shugi no kyōshitsu e) – seria light novel napisana przez Shōgo Kinugasę i zilustrowana przez Shunsaku Tomose, wydawana od maja 2015 do września 2019 nakładem wydawnictwa Media Factory. Sequel serii zatytułowany Yōkoso jitsuryoku shijō shugi no kyōshitsu e: 2-nensei-hen ukazuje się od stycznia 2020.
Adaptacja w formie mangi autorstwa Yuyu Ichino publikowana jest od stycznia 2016 na łamach magazynu „Gekkan Comic Alive” wydawnictwa Media Factory. Mangowa adaptacja sequela serii zilustrowana przez Shię Sasane ukazuje się w samym magazynie od grudnia 2021.
Na podstawie powieści studio Lerche wyprodukowało serial anime, którego emisja trwała od lipca do września 2017. Drugi sezon emitowany był od lipca do września 2022, natomiast emisja trzeciego rozpoczęła się w styczniu i zakończyła w marcu 2024. Zapowiedziano powstanie czwartego sezonu.

## Fabuła
W niedalekiej przyszłości rząd Japonii powołał do życia liceum Kōdo Ikusei, mające na celu wyszkolenie i wykształcenie pokolenia ludzi, którzy w przyszłości będą wspierać kraj. Uczniom daje się dużą swobodę, aby w jak największym stopniu naśladować prawdziwe życie.
Historia opowiadana jest z perspektywy Kiyotaki Ayanokōjiego, cichego i niepozornego chłopca, który nie jest dobry w nawiązywaniu przyjaźni i woli trzymać się na dystans, ale posiada niezrównaną inteligencję. Jest uczniem klasy D, do której szkoła przydziela najgorszych uczniów. Po poznaniu Suzune Horikity i Kikyō Kushidy, dwóch koleżanek z jego klasy, sytuacja zaczyna się zmieniać.

## Bohaterowie

### Uczniowie klasy D
- Kiyotaka Ayanokōji (jap. 綾小路 清隆 Ayanokōji Kiyotaka)

Seiyū: Shōya Chiba 
- Suzune Horikita (jap. 堀北 鈴音 Horikita Suzune)

Seiyū: Akari Kitō 
- Kikyou Kushida (jap. 櫛田 桔梗 Kushida Kikyō)

Seiyū: Yurika Kubo 
- Airi Sakura (jap. 佐倉 愛里 Sakura Airi)

Seiyū: M.A.O 
- Kei Karuizawa (jap. 軽井沢 恵 Karuizawa Kei)

Seiyū: Ayana Taketatsu 
- Yousuke Hirata (jap. 平田 洋介 Hirata Yōsuke)

Seiyū: Ryōta Ōsaka 
- Rokusuke Kouenji (jap. 高円寺 六助 Kōenji Rokusuke)

Seiyū: Toshiki Iwasawa 
- Ken Sudou (jap. 須藤 健 Sudō Ken)

Seiyū: Eiji Takeuchi 
- Kanji Ike (jap. 池 寛治 Ike Kanji)

Seiyū: Daiki Abe 
- Haruki Yamauchi (jap. 山内 春樹 Yamauchi Haruki)

Seiyū: Mutsuki Iwanaka 
- Teruhiko Yukimura (jap. 幸村 輝彦 Yukimura Teruhiko)

Seiyū: Tsubasa Gōda 
- Maya Sato (jap. 佐藤 麻耶 Sato Maya)

Seiyū: Lynn 

### Uczniowie klasy C
- Kakeru Ryuuen (jap. 龍園 翔 Ryūen Kakeru)

Seiyū: Masaaki Mizunaka 
- Mio Ibuki (jap. 伊吹 澪 Ibuki Mio)

Seiyū: Mikako Komatsu 
- Hiyori Shiina (jap. 椎名 ひより Shiina Hiyori)

Seiyū: Rie Takahashi 

### Uczniowie klasy B
- Honami Ichinose (jap. 一之瀬 帆波 Ichinose Honami)

Seiyū: Nao Tōyama 
- Ryuuji Kanzaki (jap. 神崎 隆二 Kanzaki Ryūji)

Seiyū: Akihisa Wakayama 

### Uczniowie klasy A
- Arisu Sakayanagi (jap. 坂柳 有栖 Sakayanagi Arisu)

Seiyū: Rina Hidaka 
- Kouhei Katsuragi (jap. 葛城 康平 Katsuragi Kōhei)

Seiyū: Satoshi Hino 
- Yahiko Totsuka (jap. 戸塚 弥彦 Totsuka Yahiko)

Seiyū: Daisuke Motohashi 
- Miyabi Nagumo (jap. 南雲 雅 Nagumo Miyabi)

Seiyū: Sōma Saitō 

### Samorząd szkolny
- Manabu Horikita (jap. 堀北 学 Horikita Manabu)

Seiyū: Yūichirō Umehara 
- Akane Tachibana (jap. 橘 茜 Tachibana Akane)

Seiyū: Konomi Kohara 

### Nauczyciele
- Sae Chabashira (jap. 茶柱 佐枝 Chiyabashira Sae)

Seiyū: Rina Satō 
- Chie Hoshinomiya (jap. 星之宮 知恵 Hoshinomiya Chie)

Seiyū: Hisako Kanemoto 

## Light novel

### Yōkoso jitsuryoku shijō shugi no kyōshitsu e
Light novel napisana przez Shōgo Kinugasę i zilustrowana przez Shunsaku Tomose, liczy łącznie 11 tomów oraz 3 zbiory opowiadań i była wydawana od 25 maja 2015 do 25 września 2019 pod imprintem MF Bunko J wydawnictwa Media Factory.
| Nr   | Data wydania (język japoński) | ISBN (język japoński)  |
| ---- | ----------------------------- | ---------------------- |
| 1    | 25 maja 2015                  | ISBN 978-4-04-067657-9 |
| 2    | 25 września 2015              | ISBN 978-4-04-067778-1 |
| 3    | 25 stycznia 2016              | ISBN 978-4-04-068008-8 |
| 4    | 25 maja 2016                  | ISBN 978-4-04-068338-6 |
| 4,5  | 23 września 2016              | ISBN 978-4-04-068629-5 |
| 5    | 25 stycznia 2017              | ISBN 978-4-04-069017-9 |
| 6    | 25 maja 2017                  | ISBN 978-4-04-069231-9 |
| 7    | 25 października 2017          | ISBN 978-4-04-069458-0 |
| 7,5  | 25 stycznia 2018              | ISBN 978-4-04-069675-1 |
| 8    | 25 maja 2018                  | ISBN 978-4-04-069861-8 |
| 9    | 25 września 2018              | ISBN 978-4-04-065157-6 |
| 10   | 25 stycznia 2019              | ISBN 978-4-04-065506-2 |
| 11   | 25 maja 2019                  | ISBN 978-4-04-065739-4 |
| 11,5 | 25 września 2019              | ISBN 978-4-04-064007-5 |

### Yōkoso jitsuryoku shijō shugi no kyōshitsu e: 2-nensei-hen
Sequel serii zatytułowany Yōkoso jitsuryoku shijō shugi no kyōshitsu e: 2-nensei-hen jest wydawany pod imprintem MF Bunko J wydawnictwa Media Factory od 24 stycznia 2020. Do 23 czerwca 2023 wydano 9 tomów i 2 zbiory opowiadań.
| Nr  | Data wydania (język japoński) | ISBN (język japoński)  |
| --- | ----------------------------- | ---------------------- |
| 1   | 24 stycznia 2020              | ISBN 978-4-04-064329-8 |
| 2   | 25 czerwca 2020               | ISBN 978-4-04-064664-0 |
| 3   | 24 października 2020          | ISBN 978-4-04-065942-8 |
| 4   | 25 lutego 2021                | ISBN 978-4-04-680166-1 |
| 4,5 | 25 czerwca 2021               | ISBN 978-4-04-680516-4 |
| 5   | 25 października 2021          | ISBN 978-4-04-680846-2 |
| 6   | 25 lutego 2022                | ISBN 978-4-04-681185-1 |
| 7   | 24 czerwca 2022               | ISBN 978-4-04-681477-7 |
| 8   | 25 października 2022          | ISBN 978-4-04-681833-1 |
| 9   | 25 lutego 2023                | ISBN 978-4-04-682213-0 |
| 9,5 | 23 czerwca 2023               | ISBN 978-4-04-682566-7 |
| 10  | 25 października 2023          | ISBN 978-4-04-682985-6 |

## Manga

### Yōkoso jitsuryoku shijō shugi no kyōshitsu e
Adaptacja w formie mangi autorstwa Yuyu Ichino ukazuje się w magazynie „Gekkan Comic Alive” wydawnictwa Media Factory od 27 stycznia 2016. Pierwszy tom tankōbon został wydany 23 września 2016, do 22 lutego 2022 ukazało się zaś 12 tomów.
| Nr | Data wydania (język japoński) | ISBN (język japoński)  |
| -- | ----------------------------- | ---------------------- |
| 1  | 23 września 2016              | ISBN 978-4-04-068550-2 |
| 2  | 23 stycznia 2017              | ISBN 978-4-04-069039-1 |
| 3  | 23 marca 2017                 | ISBN 978-4-04-069120-6 |
| 4  | 22 czerwca 2017               | ISBN 978-4-04-069303-3 |
| 5  | 22 listopada 2017             | ISBN 978-4-04-069532-7 |
| 6  | 23 kwietnia 2018              | ISBN 978-4-04-069747-5 |
| 7  | 21 listopada 2018             | ISBN 978-4-04-065321-1 |
| 8  | 22 czerwca 2019               | ISBN 978-4-04-065704-2 |
| 9  | 23 stycznia 2020              | ISBN 978-4-04-064297-0 |
| 10 | 20 sierpnia 2020              | ISBN 978-4-04-064789-0 |
| 11 | 23 czerwca 2021               | ISBN 978-4-04-680382-5 |
| 12 | 22 lutego 2022                | ISBN 978-4-04-681125-7 |

### Yōkoso jitsuryoku shijō shugi no kyōshitsu e: 2-nensei-hen
Druga manga, będąca adaptacją sequela serii jest ilustrowana przez Shię Sasane i ukazuje się w magazynie „Gekkan Comic Alive” wydawnictwa Media Factory od 25 grudnia 2021. Pierwszy tom tankōbon został wydany 22 czerwca 2022.
| Nr | Data wydania (język japoński) | ISBN (język japoński)  |
| -- | ----------------------------- | ---------------------- |
| 1  | 22 czerwca 2022               | ISBN 978-4-04-681438-8 |
| 2  | 21 kwietnia 2022              | ISBN 978-4-04-682455-4 |

## Anime
Adaptacja w formie telewizyjnego serialu anime była emitowana od 12 lipca do 27 września 2017 w AT-X i innych stacjach. Serię wyprodukowało studio Lerche, natomiast za reżyserię odpowiadają Seiji Kishi i Hiroyuki Hashimoto. Kompozycją serii zajęła się Aoi Akashiro, postacie zaprojektował Kazuaki Morita, a muzykę skomponował Ryo Takahashi. Prawa do streamingu serii poza Azją nabył Crunchyroll.
21 lutego 2022 ogłoszono, że sequel jest w produkcji. Później ujawniono, że powstaną dwa kolejne sezony, a za produkcję ponownie będzie odpowiadać studio Lerche. Drugi sezon został wyreżyserowany przez Yoshihito Nishōjiego, wraz z Kishim i Hashimoto, Hayato Kazano zastąpił Akashiro jako scenarzystę, Morita powrócił zaś jako projektant postaci. Muzykę skomponowali Masaru Yokoyama i Kana Hashiguchi, zastępując Takahashiego. Drugi sezon był emitowany od 4 lipca do 26 września 2022. Premiera trzeciego sezonu miała odbyć się w 2023 roku, jednak została opóźniona do 3 stycznia 2024. Ostatni odcinek tego sezonu wyemitowano 27 marca 2024.
Czwarty sezon został zapowiedziany 1 września 2024 podczas transmisji na żywo „MF Bunko J Natsu no Gakuensai 2024”.

### Ścieżka dźwiękowa
| Seria          | Tytuł                                | Wykonawcy     | Źródło   |
| Czołówka       | Czołówka                             | Czołówka      | Czołówka |
| -------------- | ------------------------------------ | ------------- | -------- |
| 1              | „Caste Room”                         | ZAQ           | [ 56 ]   |
| 2              | „Dance in the Game”                  | ZAQ           | [ 49 ]   |
| 3              | „Minor Piece”                        | ZAQ           | [ 57 ]   |
| Napisy końcowe |                                      |               |          |
| 1              | „Beautiful Soldier”                  | Minami        | [ 47 ]   |
| 2              | „Hito jibai”                         | Mai Fuchigami | [ 49 ]   |
| 3              | „The Great Revolution of this World” | Yui Ninomiya  | [ 57 ]   |